# Ferdinand Bol
Ferdinand Bol (Dordrecht, 24 giugno 1616 – Amsterdam, 24 agosto 1680) è stato un pittore olandese.

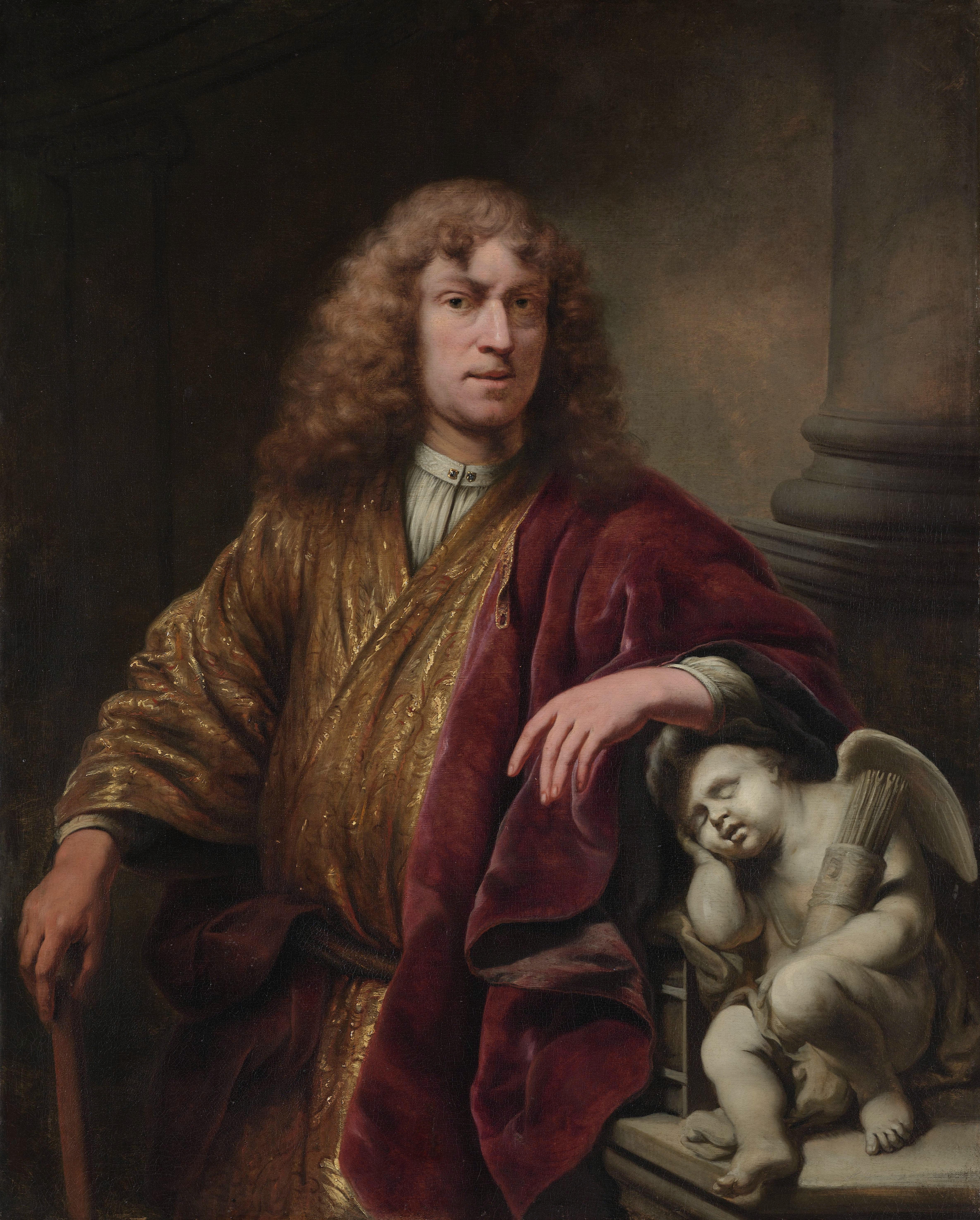
Autoritratto, Rijksmuseum di Amsterdam.

Fu uno dei più dotati e di maggior successo tra gli allievi di Rembrandt.

## Biografia

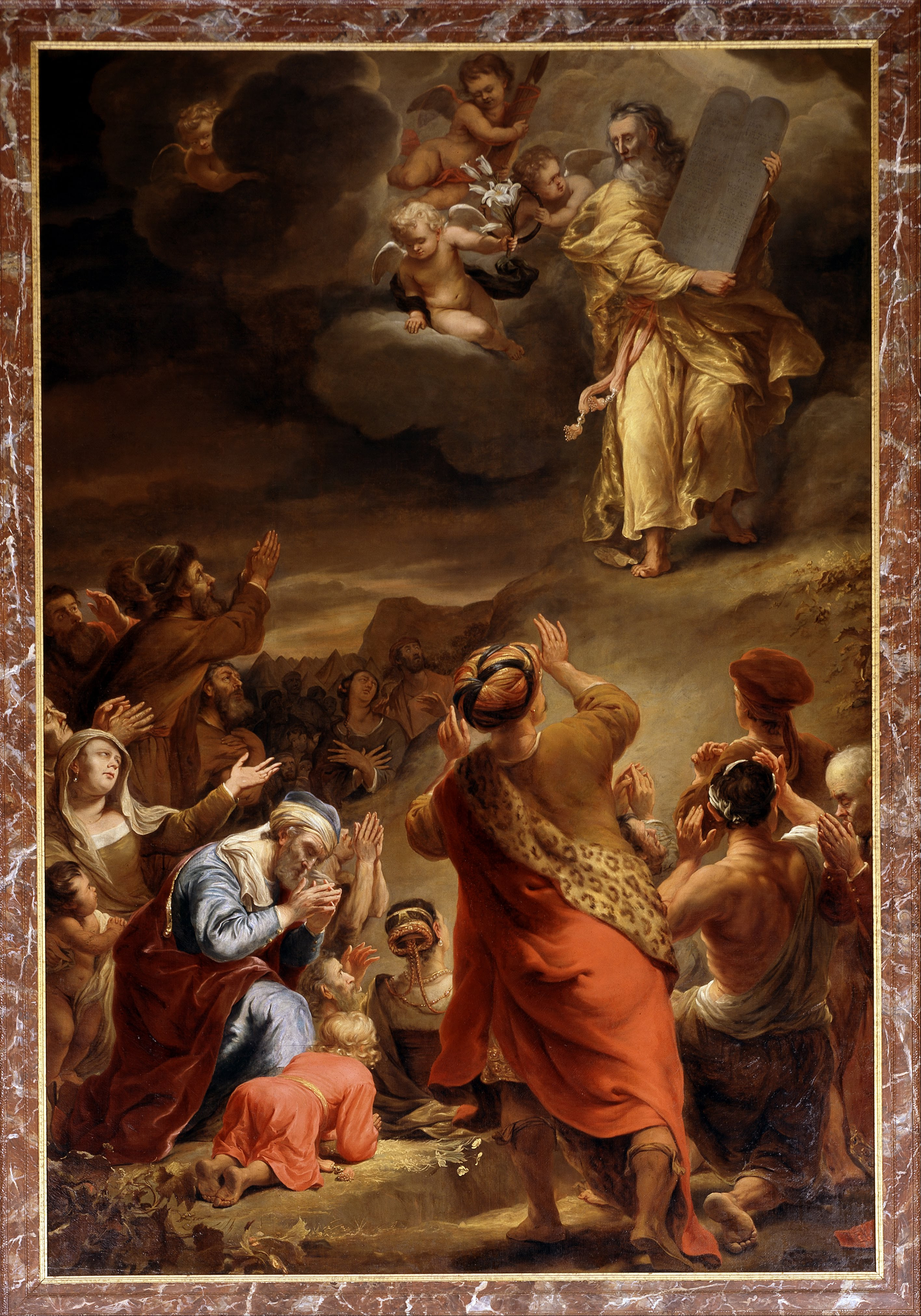
Mosé discende dal Sinai con i Dieci Comandamenti, Sala degli Scabini al Palazzo Reale di Amsterdam.

Specializzato nel ritratto e nella pittura di genere storico, nacque nella cittadina di Dordrecht, dove probabilmente compì il suo primo apprendistato artistico nelle botteghe locali. Verso il 1635 si recò ad Amsterdam, dove entrò nella bottega di Rembrandt come allievo e più tardi probabilmente come principale assistente. Dal 1640 circa avviò anche una brillante carriera indipendente. Suo allievo è stato Cornelis Bisschop, di Dordrecht.
Tra le più importanti commissioni pubbliche ricevute ci furono alcuni lavori per il Municipio di Amsterdam.

## Stile
Fino alla metà del secolo circa, sia lo stile che la scelta dei soggetti fu chiaramente modellata sull'esempio di Rembrandt, mentre in seguito, col variare del gusto nella committenza, Bol si indirizzò verso uno stile più elegante e rifinito. Nei dipinti storici mostrò un gusto piuttosto superficiale nell'interpretazione degli avvenimenti, legato soprattutto alle necessità decorative dell'opera e con tracce di influenze fiamminghe (Rubens), nell'enfatizzazione del pathos.

## Opere
- Dama col ventaglio, Londra, National Gallery
- Astronomo, Londra, National Gallery
- Enea alla corte del re Latino, Amsterdam, Rijksmuseum
- Il Sacrificio di Isacco, Lucca, Museo Nazionale di Palazzo Mansi; si veda Museo di Palazzo Mansi
- Egina in attesa di Zeus, Meningen, Meininger Museen

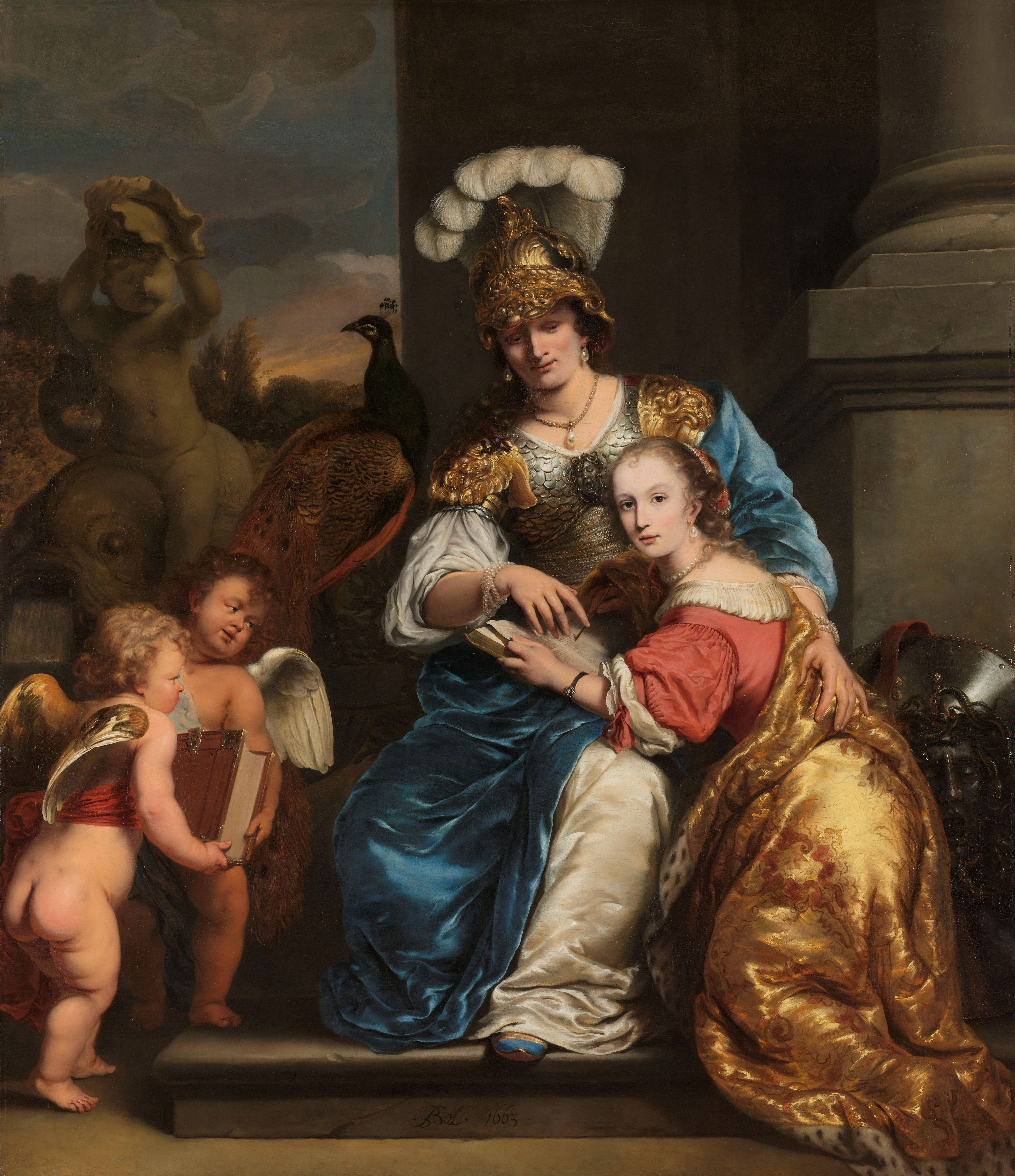
Margarita Trip nei panni di Minerva insegna a sua sorella Anna Maria, Rijksmuseum, Amsterdam
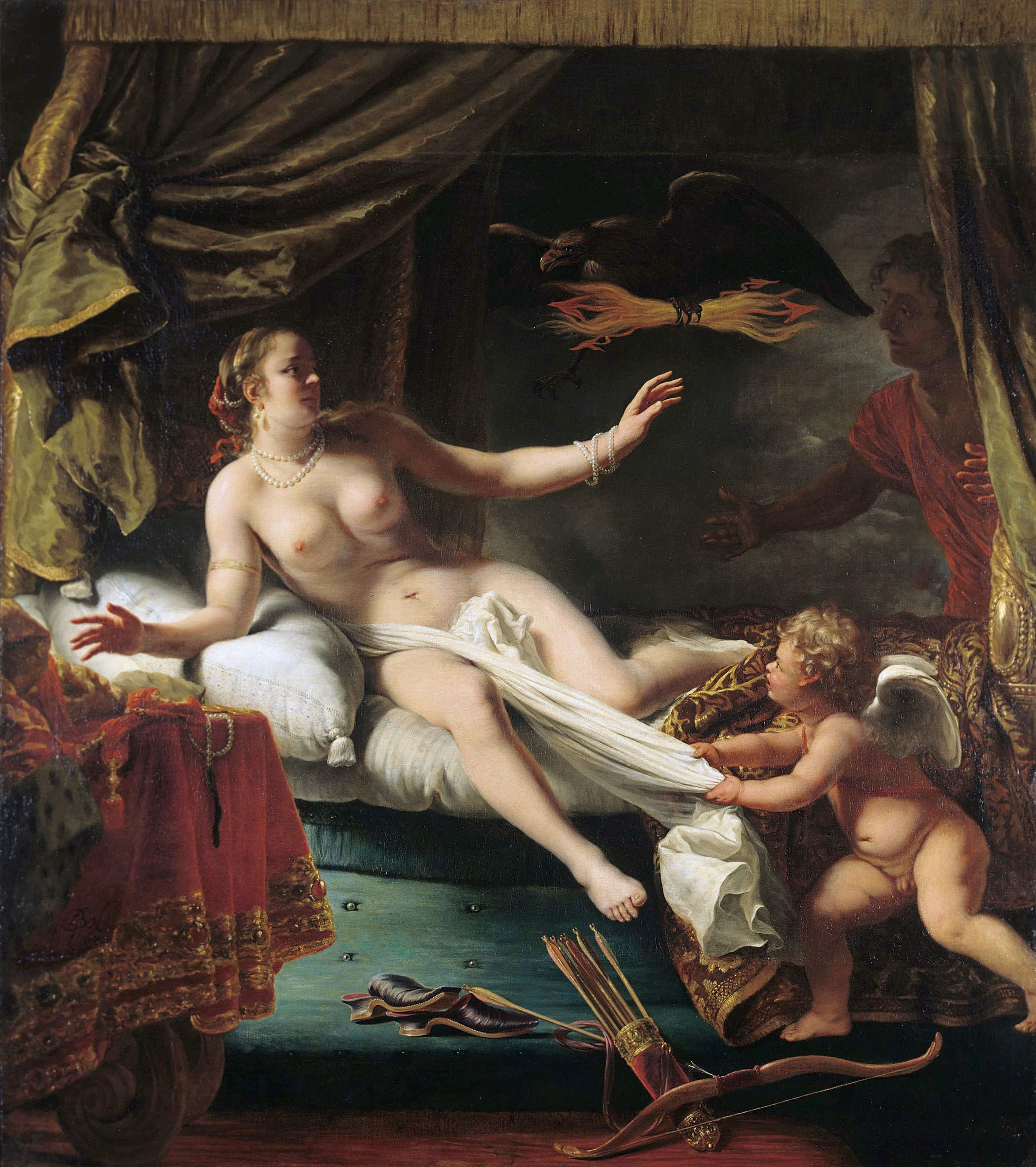
Egina in attesa di Zeus, Meininger Museen, Meningen
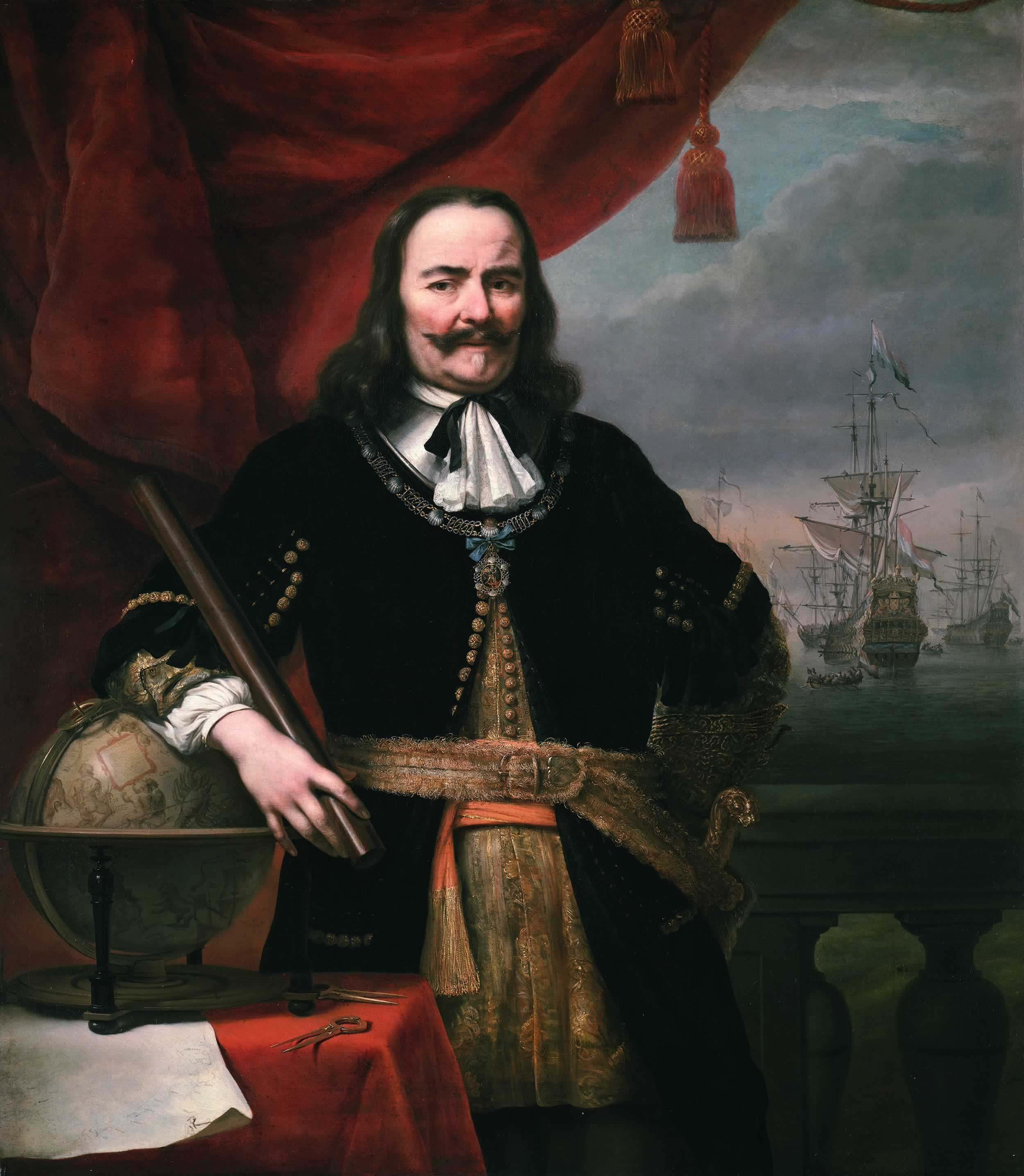
Ritratto dell'Ammiraglio Michiel de Ruyter, National Maritime Museum, Greenwich
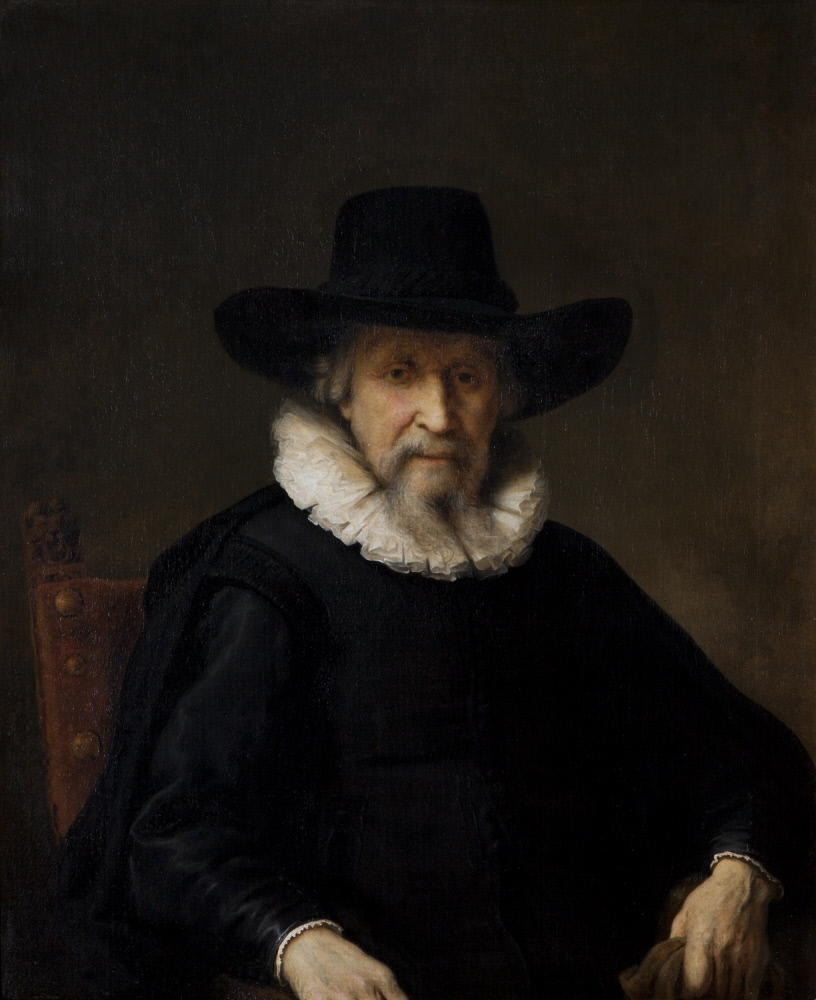
Ritratto del medico Ephraim Bueno, Kedleston Hall, Derbyshire